# Yadkin County
Yadkin County er et county i den centrale del af North Carolina, USA. Ved folketællingen fra 2000 havde Yadkin County ca. 36.000 indbyggere. Administrativt centrum i Yadkin County er byen Yadkinville.

## Historie
Yadkin County blev oprettet i 1850, ved en udskillelse af et område af Surry County, der lå syd for Yadkin River. Yadkin County fik navn efter floden. 

## Geografi
Yadkin County omfatter et areal på 874 km², hvoraf 5 km² er vand, mens resten er land. Yakin County ligger i Piedmont området i det centrale North Carolina. Piedmont området består i hovedsagen af landbrugsland afbrudt af bakker og vandløb. I den vestligste del af Yadkin County ligger Brushy Mountains, som er en meget eroderet, isoleret udløber af Blue Ridge Mountains. Brushy Mountains østlige afslutning ligger i Yadkin County og ingen af toppene rejser sig mere end omkring 150 meter over det omgivende land. 
Det højeste punkt i Yadkin County er Star Peak nær byen Jonesville, der når op i 485 meters højde over havet. Yadkin River udgør Yadkin County nordlige og østlige grænse.

### Tilgrænsende counties
- Surry County mod nord
- Forsyth County mod øst
- Davie County mod syd-sydøst
- Iredell County mod syd-sydvest
- Wilkes County mod vest

### Bydistrikter
Yadkin County er opdelt i 12 bydistrikter (kommuner): Boonville, Deep Creek, East Bend, Forbush, North Buck Shoals, North Fall Creek, North Knobs, North Libert, South Buck Shoals, South Fall Creek, South Knobs og South Liberty.

### Byer og bymæssige bebyggelser
- Boonville (1.100 indb.)
- East Bend (700 indb.)
- Jonesville (1.400 indb.) er Yadkin Countys ældste bebyggelse.
- Yadkinville (2.800 indb.) er administrativt centrum for Yadkin County.

Derudover en lang række mindre bebyggelser

### Vindistrikter
Yadkin County er en del af Yadkin Valley AVA, et af USA's godkendte vindistrikter. Også en del af Swan Creek AVA, det andet godkendte vinområde i North Carolina ligger i Yadkin County. 

## Befolkning
Befolkningstallet i 2000 var 36.348 mennesker. Heraf var ca. 93 % hvide og ca. 3 % var af afrikansk oprindelse. 24 % af befolkningen var under 18 og 14 % var over 65. 
Gennemsnitsindkomsten for en husstand var 36.600 dollars og for en familie var den 43.758 dollars. 10 % af befolkningen lever under den officielle fattigdomsgrænse. 

## Eksterne links
- Officiel hjemmeside for Yadkin County (engelsk)
- Om Yadkin County fra Rootsweb (engelsk)

36°10′N 80°40′V / 36.16°N 80.67°V